# Wadakkanchery
Wadakkanchery es una ciudad censal situada en el distrito de Thrissur en el estado de Kerala (India). Su población es de 15674 habitantes (2011). Se encuentra a 17 km de Thrissur y a 89 km de Cochín.

## Demografía
Según el censo de 2011 la población de Wadakkanchery  era de 15674 habitantes, de los cuales 7547 eran hombres y 8127 eran mujeres. Wadakkanchery tiene una tasa media de alfabetización del 93,34%, inferior a la media estatal del 94%: la alfabetización masculina es del 95,76%, y la alfabetización femenina del 91,14%.